# Zelda Knight
Œuvres principales
- Série Shifters of Crescent City
- Dominion: An Anthology of Speculative Fiction From Africa and the African Diaspora
- Africa Risen: A New Era of Speculative Fiction

Olivia E. Raymond, qui écrit sous le pseudonyme de Zelda Knight ou Author Z. Knight, est une romancière, éditrice et anthologiste américaine principalement connue comme coéditrice de Dominion: An Anthology of Speculative Fiction From Africa and the African Diaspora (en)  et Africa Risen (en).
Elle est l'éditrice d'Aurelia Leo, un éditeur de fiction spéculative basé à Louisville,.

## Biographie
Zelda Knight est titulaire d'une maîtrise en histoire publique de l'Université de Louisville et est  étudiante postdoctorale en études panafricaines dans la même école.

## Œuvres

### SérieShifters of Crescent City
1. (en) Pack Queen, 2023

### Romans indépendants
- (en) Destination Alien Mate, 2022Écrit avec Dee J. Holmes.

### Comme éditrice d'anthologies
- (en) Uchronia: Alternate Histories & Alternate Worlds, 2019Éditée avec Lesley Sabga
- (en) The Best of Helios Quarterly Magazine: Volume One, 2020
- (en) Dominion: An Anthology of Speculative Fiction From Africa and the African Diaspora, 2020Éditée avec Oghenechovwe Donald Ekpeki (en)
- (en) Moonlight, 2021
- (en) Africa Risen: A New Era of Speculative Fiction, 2022Éditée avec Oghenechovwe Donald Ekpeki (en) et Sheree R. Thomas

## Récompenses et nominations
- Elle reçoit le prix This Is Horror 2020[4].
- Elle remporte le prix British Fantasy de la meilleure anthologie 2021 pour Dominion[5].
- Elle est nommée pour le prix Locus  de la meilleure anthologie 2021 pour Dominion[6].
- Africa Risen: A New Era of Speculative Fiction remporte le prix World Fantasy de la meilleure anthologie 2023, le prix Locus de la meilleure anthologie 2023 et est également nommé pour les 54e NAACP Image Awards dans la catégorie œuvre littéraire exceptionnelle[7].